# Liste des maires de Martigues
Liste de l'ensemble des maires qui se sont succédé à la mairie de Martigues,.

## Liste des maires
| Période | Période  | Identité              | Étiquette                          | Qualité                            |
| ------- | -------- | --------------------- | ---------------------------------- | ---------------------------------- |
| 1790    | 1791     | Louis Puech           | Modéré puis Feuillant              | Bourgeois                          |
| 1791    | 1792     | Joseph Blanc          | Feuillant                          | Capitaine de Navire                |
| 1792    | 1793     | Louis Puech           | Girondins                          | Bourgeois                          |
| 1793    | 1793     | Louis Meiffren        | Girondins                          | Avocat                             |
| 1794    | 1800     | Jean François Martin  | Montagnards                        | Boulanger                          |
| 1800    | 1800     | Pierre Balthazar Dol  | Montagnards                        | Négociant                          |
| 1800    | 1801     | Jean François Martin  | Nommé par le 1er Consul            | Boulanger                          |
| 1801    | 1803     | Jean Joseph Icard     | Nommé par le 1er Consul            | Homme de Loi                       |
| 1803    | 1829     | Henry Roustan         | Bonapartiste puis légitimiste      | Officier de marine en retraite     |
| 1829    | 1837     | François Tamisier     | Légitimiste puis orléaniste        | Greffier                           |
| 1837    | 1840     | Pierre Boze           | Orléaniste                         | Ancien Capitaine de navire         |
| 1840    | 1843     | Jean-Baptiste Jourdan | Orléaniste                         | Négociant                          |
| 1843    | 1846     | Esprit Paillet        | Orléaniste                         | Notaire                            |
| 1846    | 1847     | Jean Baptiste Blondel | Orléaniste                         | Officier en retraite               |
| 1847    | 1848     | Pierre Boze           | Orléaniste                         | Ancien Capitaine de navire         |
| 1848    | 1848     | Jean Graille          | Républicain                        | Propriétaire                       |
| 1848    | 1849     | Pierre Martin         | Conservateur                       | Négociant                          |
| 1849    | 1860     | Pierre Boze           | Conservateur                       | Ancien Capitaine de navire         |
| 1860    | 1864     | Pierre Garnier        | Conservateur                       | Officier en retraite               |
| 1864    | 1870     | Jules Blondel         | Conservateur                       | Industriel                         |
| 1870    | 1874     | Félix Pascal          | Républicain                        | Ancien chef de bureau des douanes  |
| 1874    | 1876     | Alphonse Autheman     | Monarchiste                        | Pharmacien                         |
| 1876    | 1877     | Félix Pascal          | Républicain                        | Ancien chef de bureau des douanes  |
| 1877    | 1877     | Alphonse Autheman     | Monarchiste                        | Pharmacien                         |
| 1877    | 1878     | Félix Pascal          | Républicain                        | Ancien chef de bureau des douanes  |
| 1878    | 1880     | Jean Baptiste Olive   | Républicain                        | Négociant                          |
| 1880    | 1880     | François Mandine      | Républicain                        | Horloger                           |
| 1880    | 1884     | Claude Lieutaud       | Républicain                        | Ancien boulanger                   |
| 1884    | 1888     | Paul Désiré           | Républicain                        | Ancien trésorier de la Prud'hommie |
| 1888    | 1892     | François Mandine      | Républicain                        | Horloger                           |
| 1892    | 1896     | Lucien Degut          | Républicain                        | Avocat et Notaire                  |
| 1896    | 1901     | Augustin Ripert       | Radical socialiste                 | Ancien employé des Postes          |
| 1901    | 1919     | Toussaint Merlat      | Radical socialiste                 | Quincailler                        |
| 1919    | 1926     | Jean Roque            | Radical socialiste                 | ?                                  |
| 1926    | 1941     | Marius Granier        | Radical socialiste                 | Commerçant                         |
| 1941    | 1942     | Charles Roque         | Nommé par Vichy                    | Propriétaire                       |
| 1942    | 1943     | Octave Vigne          | Nommé par Vichy                    | Avocat                             |
| 1943    | 1944     | Aristide Pigeot       | Nommé par Vichy                    | Ancien percepteur                  |
| 1944    | 1944     | Max Payssé            | Comité d'Administration Provisoire | Secrétaire général de la Mairie    |
| 1944    | 1945     | Albert Long           | Délégation spéciale                | Directeur administratif E.M.C.     |
| 1945    | 1946     | Jean Toulmond         | Front national (Résistance)        | Commerçant                         |
| 1946    | 1947     | Francis Turcan        | PCF                                | Employé de bureau                  |
| 1947    | 1953     | Théodore Cheillan     | SFIO                               | Artisan                            |
| 1953    | 1959     | Paul Pascal           | SFIO                               | Entrepreneur                       |
| 1959    | 1969     | Francis Turcan        | PCF                                | Employé de bureau                  |
| 1969    | 2009     | Paul Lombard          | PCF                                | Employé de bureau                  |
| 2009    | En cours | Gaby Charroux         | PCF                                | Conseiller d'orientation           |
|         |          |                       |                                    |                                    |

## Pour approfondir